# Tokajík, Stropkov
Tokajík este o comună slovacă, aflată în districtul Stropkov din regiunea Prešov. Localitatea se află la altitudinea de 211 m deasupra n.m., se întinde pe o suprafață de 8,24 km2 și în 2017 număra 103 locuitori.

## Istoric
Localitatea Tokajík este atestată documentar din 1430.

## Demografie
| An:                | 1994 | 2004    | 2014   | 2024   |
| ------------------ | ---- | ------- | ------ | ------ |
| Număr de persoane: | 135  | 111     | 103    | 95     |
| Diferență:         |      | −17,77% | −7,20% | −7,76% |

| An:                | 2023 | 2024   |
| ------------------ | ---- | ------ |
| Număr de persoane: | 96   | 95     |
| Diferență:         |      | −1,04% |